# II. Tiberiosz bizánci császár
II. Tiberiosz (görög Τιβέριος Β΄, latin Flavius Tiberius Constantinus, 535 körül – 582. augusztus 14.) bizánci társcsászár 574-től, egyeduralkodó 578-tól haláláig. II. Iusztinosz testőrparancsnoka és utódja volt.

## Útja a trónig
Tiberiosz valahol Trákia latin nyelvű vidékén született a 6. század közepe táján. II. Iusztinosz, I. Iusztinianosz kijelölt örökösének jó barátja volt, így az excubitores testőrgárda parancsnoka lett, és nagy szerepe volt barátjának akadálymentes megkoronázásában. Amikor 573-ban Iusztinosz megháborodott, Tiberiosz és Szophia császárné vette kezébe az irányítást, majd 574 telén Szophia rábeszélte férjét, hogy nevezze ki a tisztet örökösévé. A caesari rangot elnyerő Tiberiosz ekkor vette fel a Constantinus nevet.

## Társas egyeduralom
Tiberiosz trónra lépve súlyos problémákkal szembesült. A balkáni határt avarok fenyegették – 574 elején súlyos vereséget mértek a Tiberiosz vezette bizánciakra –, keleten a perzsák ellen folyt a bizánciak sorozatos vereségeit eredményező, így II. Iusztinoszt őrületbe kergető háború. Az új császár szakított elődje gazdaságpolitikájával, ami ugyan megtöltötte az államkasszát, de rendkívül népszerűtlenné tette őt a népesség körében. Tiberiosz hatalmas pénzösszegeket költött az avarok megbékítésére (évi 80 000 solidust), a perzsák elleni felkészülésre és saját támogatói bázisának növelésére. A kenyeret és bort terhelő adókat eltörölte, számos ajándékot juttatott híveinek, közben reprezentatív építkezéseket folytatott.
Az Szászánida Birodalommal 574-ben egy, majd 575-ben még három évre fegyverszünetet kötött – helyesebben évi 30 000 aranyért vásárolt – a Bizánci Birodalom, azonban ez nem vonatkozott az örményországi hadszíntérre. Itt a parancsnokságot Tiberiosz Iusztinianoszra bízta, aki a hasonló nevű császár Germanus nevű unokatestvérének fia volt, a Iusztinosz nevű trónkövetelő öccse. Ő Meliténénél győzelmet aratott 575-ben, bár a város elpusztult. Sikerei azonban ideiglenesnek bizonyultak: 577-ben a perzsa ellentámadás során legyőzték, és nemsokára ő maga is meghalt. A háború ennek ellenére csak 578-ban, a négyévnyi fegyverszünet lejárta után lángolt fel teljes erejével a két ország között, erre a császár azonban felkészült: sok kiválóan felszerelt katona várta a Szászánidák támadását. Az új parancsnok ekkor Maurikiosz, az excubitores parancsnoka lett.
A fegyvernyugvás arra is módot adott, hogy a császár Itáliába is csapatokat menesszen az Alboin és II. Cleph királyok halála után széttagolt longobárdok ellen. A hadakat Iusztinosz veje, Baduarius vezette, ám ő 576-ban csatát vesztett, ahol ő maga is elesett. Mielőtt erősítést küldhetett volna, Tiberiosz ismét perzsa támadással szembesült Armeniában, így aztán a longobárdok szabadon folytathatták terjeszkedésüket az Appennini-félszigeten. Tiberiosz csak horribilis ráfordítással, mintegy 200 000 solidus kifizetésével tudta elérni, hogy számos longobárd fejedelem megakadályozza a királyválasztást.

## Egyedül a trónon
578 végén elhunyt a rég már csak saját árnyékaként vegetáló II. Iusztinosz. Tiberiosz, hogy megünnepelje a trónra kerülését, négy évre 25%-os adócsökkentést hajtott végre. Iusztinosz özvegye, Szophia igyekezett presszionálni az új uralkodót, hogy váljon el feleségétől, Inótól, és vegye őt feleségül. Tiberiosznak azonban erre nem volt semmi szüksége, hiszen bőkezűsége folytán nem akadt ellenzéke. Szophia intrikái ellenére – még merényletet is tervezett az új uralkodó ellen – befolyása hamarosan jelentéktelenné vált, ő pedig végül visszavonult. Inót Anasztázia néven koronázták Augustává.
A népszerűségben fürdőző Tiberiosz Maurikiosz keleti sikerei révén megtehette, hogy új hadakat küldjön Itáliába, és megerősítette a bizánci jelenlétet Hispaniában és Afrikában is. A helyzet 580-ban változott meg, amikor az avarok a bizánciak balkáni jelenlétének gyengülését érzékelve követelni kezdték Sirmium átadását. Tiberiosz erre nem volt hajlandó, mire ostrom alá vették a várost. Ezzel párhuzamosan minden eddiginél nagyobb arányú szláv mozgás kezdődött a Balkán irányába.
Az európai problémákra azonnal reagált az új perzsa király, IV. Hurmuz, és visszautasította a bizánciak békejavaslatát. Maurikiosz erre számos sikeres támadást intézett Armeniában a perzsák ellen, azonban ennek az volt a feltétele, hogy a hátországot pacifikálják. A császár 582-ben átadta az elnéptelenedett, romos Sirmiumot az avaroknak, ráadásul az ostromlók csak az utóbbi három évben elmaradt, mintegy 240 000 solidust kitevő sarc megfizetése ellenében voltak hajlandóak garantálni a lakók szabad elvonulását.
Az év nyarán II. Tiberiosz megbetegedett. Germanust és Maurikioszt caesari rangra emelte, és eljegyezte őket egy-egy lányával. Egyes feltételezések szerint eredetileg ketté akarta osztani a birodalmat, azonban erre nem került sor: halála előtt egy nappal, 582. augusztus 13-án csak Maurikioszt koronázta augustusszá.